# La Florida (Nariño)
Pour les articles homonymes, voir La Florida et Florida.
La Florida est une municipalité située dans le département de Nariño en Colombie.